# 巴啦啦小魔仙角色列表
巴啦啦小魔仙角色列表，主要內容為中國大陸魔法少女特摄劇《巴啦啦小魔仙》，及其衍生電視動畫、電影、舞台劇中登場的人物。
以下作品以第N季代稱：
- 第一季：電視劇《巴啦啦小魔仙》
- 第二季：動畫《巴啦啦小魔仙之彩虹心石》
- 第三季：動畫《巴啦啦小魔仙之奇蹟舞步》
- 第四季：電視劇《巴啦啦小魔仙之音符之謎》
- 第五季：動畫《巴啦啦小魔仙之夢幻旋律》

## 主要角色
- 凌美琪

凌家姐妹中的姐姐。
正義、樂觀，性格活潑善良，聰明開朗，有時愛取鬧，愛想鬼主意，有繪畫天賦，行事冲動，無心向學。
常常和小龍比成績高低，和小龍是喜冤的好伙伴。
生日：11月16日 星座：天蠍座 血型：B
- 凌美雪

凌家姐妹中的妹妹。
性格沉穩大方、聰明冷靜，做事有條有理，喜愛學習和看書，學習成績很好，善長分析事情，惟體育項目比較不突出。
姐妹關係很好，顯得比姐姐美琪更成熟，有時會反過來照顧姐姐美琪。
生日;12月15日 星座：射手座 血型：o
- 小藍

原為魔仙堡的魔仙，實力高強，也是主要戰力之一。
偶爾會有一些出差錯的時候，不擅歌唱且每每走音，有時也會出現講話跳針的狀況。
來到人類世界之後，隨著結識美琪與美雪而與她們同居，並為用保姆的身分，為她們全家打理一切家務，喜歡吃零食（特別是草莓巧克力）。
不知什麼原因就跟遊樂互看不順眼，甚至美琪也在旁瞎起鬨火上加油。
生日：10月5日 星座：天秤座 血型：AB
- 小千

於第二季登場，是個令人頭痛的魔法天才神童，自侍魔力高強而經常在課堂上調皮搗蛋總是讓別人傷透腦筋。是遊樂王子的表妹，魔仙女王的姪女，未来的魔仙女王。與人类和魔仙的混血，父亲是个人类，母親是魔仙女王的妹妹若琳。
個性单纯善良，有时候有些小傲娇，面对敌人永远都很勇敢，从没害怕过谁，十分勇敢和机智，并在关键时刻会起到决定性的作用。在走出走出失去母親的傷痛，恢復一如既往的乐观可爱的模樣，并且多一份对妈妈的思念。
最初發現魔仙宝盒用它前往人间寻尋找母亲，也和小蓝、凌美琪、凌美雪等人对抗巫神天龙。曾一度落單而被巫神天龍給擄走並且受盡苦頭，最後也被魔仙們齊力解救出來。直到劇情最後發現敵對方的水靈其實是自己日思夜想的親生母親若琳，後來隨著母親若琳為了保護自己而犧牲自己感到很傷心。在擊倒巫神天龍後重新振作起來，后来选择待在魔仙堡。
生日：6月4日 星座;雙子座 血型：B
- 貝貝

於第三季起登場，是雙子座公主雅雅的孿生妹妹，同樣魔力高強；主要特徵是身上的雙子座印記，以及偏右側的心臟和水藍色的血液。
能歌善舞，長相美麗可愛，活潑善良，曾經在美琪的學校歌唱社團「心夢天使」擔任主唱。

## 魔仙堡
- 遊樂

魔仙堡的第一勇士，也是魔仙女王的兒子，小千的表哥，戰技過人，也多次為魔仙們挺身而出解決危機。
和小藍互看不順眼，甚至引起美琪從中瞎起鬨。
- 魔仙女王

魔仙堡的女王，本名姬絲美莎，魔力強大且優雅高貴，曾多次以智慧和魔力讓魔仙堡度過重重危機。
- 雅雅

雙子座星球的公主，也是貝貝的孿生姊姊。
曾在第三季一開始中面對雙子座星球受到哈萊皇后的攻擊，為了讓夜星寶盒不被奪走利用魔力將夜星寶盒轉移到妹妹貝貝的身上，卻被哈萊皇后給擄走與囚禁；還讓哈萊皇后利用自己跟貝貝之間強大的意識連結企圖操縱貝貝，讓貝貝不時感到劇烈頭痛。最後在第三季完結篇，隨著哈萊皇后遭擊敗被艾莎所救，加上貝貝流下的眼淚突然化解被冰封的狀態重獲解放與貝貝重逢。
- 玲瓏（演員：廖景萱／香港配音：吳小藝）

魔仙堡的魔仙，於第一季登場。樣貌與小藍極為酷似，因一時貪玩而誤入禁地導致中毒身亡。由於該毒的解毒配方失傳一事被歷代魔仙王及綠魔仙所隱暪，所以遊樂誤以为自己母亲冷酷无情不肯救玲珑的性命，繼而離家出走的開端。
- 青青老師（中國大陆配音：陳萃／香港配音：陳雪瑩／台灣配音：石薇）

於第二季登場，為魔法學校的老師，擅長治療魔法和回復魔法。
曾經因為小千的調皮搗蛋而為此心生煩惱，一度為幫忙照顾小千而擔任美琪學校的老师。
- 春風（演員：麥汐／中國大陆配音：未知／台灣配音：林沛笭）
- 秋雨（演員：朱倩瑤／中國大陆配音：未知）

上述兩者為魔仙女王的隨從，春風較為聰明且口齒伶俐，而秋雨比較不多話。
- 艾莎

最早於《巴啦啦小魔仙大電影》登場，曾為哈萊皇后的心腹，後來無法忍受哈萊皇后的恣意妄為而棄暗投明，暗助魔仙女王和魔仙們。她也是星之鑰匙的守护者及奥瑪王子的青梅竹马，一度在哈萊皇后母子不在哈萊星期間，被人民推選出來暫任女王一職，直至奥瑪回来接任為止。

## 精靈

### 主角夥伴
- 花生

美琪身邊的精靈，是一隻松鼠。
- 小卷

美雪身邊的精靈，是一隻兔子。
- 小麥

小藍身邊的精靈，是一隻狗。
- 啡啡

貝貝身邊的精靈，是一隻貓。

### 魔仙堡
- 雪菲菲（中國大陆配音：陳萃／香港配音：陳雪瑩）

於第一季和第二季出現，是《魔仙百寶書》的守護精靈，會為主角解答魔法方面的疑惑。博學但狂妄自大，也因此經常跟美琪拌嘴。
- 烏芝芝

於第一季出現，是《黑魔傳書》的守護精靈，為黑魔仙提供惡作劇魔法的資訊。最後也隨著古娜拉黑暗之神消滅而連帶遭到消滅。
- 彩虹鳥

於第二季和第三季出現，身形可以自由變化，也是魔仙們往返人類世界和魔仙界的坐騎。

## 音樂魔法師
- 亞齊

於第五季出現，全名亞爾多齊巴齊巴哈多多齊，魔仙們遇到的第一個音樂魔法師，擅長吉他。氣質蒼老的大叔。
音樂魔法世界崩壞後帶著神曲“詩拉斯巴”的一塊碎片來到地球，但在時空穿梭的過程中失去記憶（目前所有音樂魔法師的共同遭遇）並變成了流浪漢。
在垃圾堆裡撿到了被石小龍丟掉的小吉他並一直帶在身上。
記憶恢復之後，用自己最後的力量喚醒了詩拉斯巴的碎片並拜託小藍等人説明重建音樂魔法世界，但自己卻因為能量耗盡而消失。
- 阿比斯

於第五季出現，全名阿比斯奧尼爾沙曼，魔仙們遇到的第二個音樂魔法師，擅長鋼琴。帥氣的紫髮少年。
時空穿梭過程中失去記憶，經常和一個白色的鋼琴在一起，並通過彈奏音樂尋找自己忘掉的東西。
由於經常隱身彈琴，因而曾嚇到了不少人。鋼琴大會中曾附體琴藝不佳的小藍幫她完成了演奏。
記憶恢復之後，幫助喚醒了詩拉斯巴碎片的能量。最後能量耗盡而消失。
- 伊利亞

於第五季出現，魔仙們遇到的第三個音樂魔法師，擅長短笛。活潑可愛的金髮少女。
失去記憶後昏倒在了樹林中，為了安全變身成了林中盲眼老人走失的貓咪“寶貝”並從此和老人相依為命，儘管之後真身暴露但也沒有影響兩人的感情。
詩拉斯巴在她逃出前藏進了她隨身的鈴鐺，而記憶恢復之後，她幫助喚醒了詩拉斯巴碎片的能量。
最後在和老人依依不捨地道別之後消失。
- 尼奥

於第五季出現，魔仙們遇到的第四個音樂魔法師，擅長薩克斯風。憨厚而真誠的胖子大叔。
失去記憶後連自己的身份也忘卻了導致無法正常吹奏薩克斯風。由於和石小龍有著共同話題因此成為了好朋友，並答應教石小龍吹薩克斯。
記憶恢復之後，幫助喚醒了詩拉斯巴碎片的能量。
在拜託美琪等人將自己的薩克斯風交給石小龍後消失。
- 卡米兒

於第五季出現，魔仙們遇到的第五個音樂魔法師，擅長口琴，羞澀而堅強的小姑娘。
音樂魔法世界崩壞的時候曾和拿著魔法指揮棒的人發生過交手（卡米兒懷疑拿著魔法指揮棒和她交手的人是無音），結果自己也失去了聲音且左眼變成了紫色。
來到人類世界之後被帶入孤兒院中，有一個名叫“安琪兒”的娃娃陪伴。
喚醒詩拉斯巴碎片之後，能量耗盡而消失。
- 東東

於第五季出現，魔仙們遇到的第六個音樂魔法師，擅長電吉他，帥氣而重感情的男孩。
曾是音樂魔法世界看守詩拉斯巴的人，卻因為黑幕的欺騙導致樂譜失竊世界被毀，因此心中十分內疚，甚至一開始對小藍等人極其警戒。
來到人類世界後，意外碰上了同樣喜歡音樂的天南、小西、阿北三人，並組成了“東南西北”樂隊，同時喜歡自己一個人在蝴蝶山谷欣賞風景。
最後在貝貝、雅雅等人的引導下解開心結，在喚醒詩拉斯巴碎片，並完成和自己樂隊最後一次演奏之後消失。
- 雷姆

於第五季出現，魔仙們遇到的第七個音樂魔法師。擅長非洲鼓，是一個外表兇悍內心善良的男人。
一度被美琪認為是一個傷害動物的人，後看見他用魔法治療動物才知道他是音樂魔法師。
他在農場將有詩拉斯巴碎片的短刀交給小藍，後被小藍弄丟被無音奪走，最終搶回短刀喚醒詩拉斯巴碎片後消失。
- 小凱

於第五季出現，魔仙們遇到的第八個音樂魔法師。擅長笙，是一個帥氣而有愛心的男人。
一度被小藍等人認為他是欺負露宿者總是要求買主給小費貪得無厭的人。
後來知道他其實是一個非常有愛心的人曾多次幫助小藍等人對抗無音的人而且還是一位元音樂魔法師。
最終喚醒詩拉斯巴碎片後消失。
- 白韋利

於第五季出現，魔仙們遇到的第九個音樂魔法師，也是音樂魔法世界的長老，成熟而穩重的男人。
他負責保管詩拉斯巴的樂章，音樂魔法世界被毀後來到人類世界成為一位著名的魔術師。
後用魔法將小藍等人變到荒島上，在揭穿無音就是美樂蒂後被魔仙小藍等人帶到魔仙堡，音樂魔法世界重建後尋找散落到各地的音樂魔法。
- 美樂蒂（無音）

魔仙女王的朋友，與莉亞絲本為好友，莉亞絲還給了她魔法指揮棒並教她學會了魔法咒語“嘩啦烏拉古拉”。
但兩人同為音樂魔法世界長老的候選人，莉亞絲因不滿白韋利更傾向於選擇她，結果不幸中莉亞絲的一系列詭計被白韋利關進了音樂魔法世界的監獄，然後莉亞絲把長袍給了她幫助她逃離監獄，在逃走後因不滿音樂魔法世界眾魔法師對她的冤枉，在彈奏詩拉斯巴過程中詩拉斯巴由於她心中忿恨產生巨大的破壞能量毀滅了音樂魔法世界，後被卡米兒口琴反彈的能量擊中自己後變成了無音。
在最終戰役識破了莉亞絲的陰謀並恢復記憶，最後莉亞絲被眾魔仙打敗後，和魔仙女王合奏夢幻協奏曲後恢復自己的容貌並重新修復了音樂魔法世界。

## 敵對角色

### 第一季
- 嚴莉莉（演員：劉美含／香港配音：錢惠玲）

美琪的同學，於第一季出現，成績優秀、好勝心強、孤傲且自負，然而這一點反遭到黑魔仙小月利用而被拉攏為其夥伴。最終其體內的黑魔法能量被魔仙女王淨化，並成為全系列中第一位加入正派的反派角色。
- 小月（演員：周嬌／香港配音：姜麗儀）

心術不正的黑魔仙，於第一季出現，將小藍視為死對頭。
- 古娜拉黑暗之神（演員：郝席曼／香港配音：无）

於第一季出現。黑魔法的始祖，曾被封印兩千多年，後來解除封印並控制小月；最後本尊被美琪與美雪齊力消滅。

### 第二季
- 巫神天龍（中國大陆配音：王天水／香港配音：楊耀泰／台灣配音：李世揚）

第二季的頭號敵人，居住在巫神宫，擁有強大的黑魔法企圖成为魔法世界的霸主，利用黑魔水晶吸取魔仙堡的彩虹之花的能量，曾經將負氣出走魔仙堡的若琳給洗腦與控制她的行動，手执的长鞭可变成巫神魔杖，魔杖到最后可变成为巨蛇，狂躁急进，容易发怒，表面上对若琳很信任，事实上常防范她变节。還派出手下阻挠魔仙們收集能拯救魔仙堡的彩虹心石能量，並曾擄走小千企圖控制她，最后被魔仙們联手消灭。
- 水靈（中國大陆配音：徐欣／台灣配音：詹雅菁）

於第二季出現。巫神天龍的手下，具有偽裝與匿蹤的能力，表現每每比火靈和土靈優秀而一度受巫神天龍賞識並輔佐其统领魔神界。奉巫神天龙之命多次对小千與小魔仙们痛下杀手并也想要抢夺彩虹心石。
真實身分是小千的親生母親若琳，自年少時魔法天赋极高，總是做出讓人頭疼的事情，但在多次乱打乱闯之下知道秘密花园的位置。後來變得十分自负也想要爭多魔仙女王的寶座，自认为能力在每個歷代的魔仙女王之上，但因為自負的個性與姊姊決裂而出走。再加上没被前任的魔仙女王选为下任魔仙堡的继承人，因而憤怒之際放火烧毀精灵花园的一角造成精灵伤亡无数，因而被得知此事而感到震怒的前任的魔仙女王給驱逐出魔仙堡的同時被施下终身不能成为魔仙的咒語。之後来到人类世界后与一位人类男子相爱並且育有小千，但因為那个人类不声不响地离开離開母女兩人，為了不想讓女兒小千跟著自己承受痛苦將她放在魔仙堡的树下并且留下一封信給早已成為魔仙女王的姊姊，還委託姊姊照顧小千的同時不要告诉任何人說出自己是小千的親生母親。
之後為了復仇而投靠巫神天龍自愿让忘忧石取走自己的记忆并得到巫神之力，同时迷失本性成为巫神天龙手下冷酷无情的巫神使者，曾用巫神天龍強大的洗腦巫術企圖抹去自己過去的記憶，一旦想起小千就會產生異常的意識連結而產生頭痛。在第二季的最後忘忧石被姐姐魔仙女王給打破从而恢复记忆的同時與小千相認並且反抗巫神天龍，最后因保护女儿小千被巫神天龙的真身巨蛇的攻擊選擇犧牲自己。
- 土靈（中國大陆配音：韓旭／台灣配音：梁興昌）
- 火靈（中國大陆配音：孫添／台灣配音：李世揚）

上述兩者為巫神天龍的手下，火灵的性格自私，喜爱搬弄事非，对水灵常看不过眼，常在巫神天龙前打小报告。土靈的性格胆小却爱自夸，對水靈又恨又怕，永远跟着火灵后面助威呐喊。兩人每次因為出戰失利而被巫神天龍給遷怒。最后被巫神天龙吞噬吸取能量，巫神天龙被消灭后，由于能量完全消失而亡。

### 第三季
- 哈萊王后（演員：王海田／中國大陆配音：劉紅韻／台灣配音：傅其慧）

最早於《巴啦啦小魔仙大電影》出現，後來於第三、第四季活躍的頭號反派。在哈萊國王去世后以統治者的身份管理哈萊星，但因野心勃勃而侵略其他星球，故而導致兒子奧瑪與自己決裂並離家出走。
在第三季一開始進攻雙子星球擄走雅雅工主並將她給囚禁起來；最後與魔仙們的戰鬥中身負重傷。後來在第四季利用奧瑪王子密謀復仇，但最終再次落敗，被眾人所感化因而返回哈萊星。
- 天蛇（中國大陆配音：白文顯／台灣配音：李世揚）
- 天狼（中國大陆配音：郭瑞／台灣配音：梁興昌）

上述兩者為哈萊王后的手下。

### 第四季
- 哈萊王后（演員：王海田／中國大陆配音：劉紅韻／台灣配音：傅其慧）

參見第三季哈萊王后
- 奧瑪王子（演員：王柯達）

哈萊王后的兒子，於第四季登場，戰鬥力與遊樂旗鼓相當。與艾莎為青梅竹马，最终返回哈萊星繼任國王。
- 班迪（演員：黄宥天）
- 積克（演員：張宗伍）
- 沙武（演員：張乃歌）

上述三者為哈萊星反派。

### 第五季
- 無音（美樂蒂）

於第五季出現，身份神秘的音樂魔法師，樣貌醜陋，聲音沙啞，努力尋找詩拉斯巴來恢復自己的容貌並想獲得詩拉斯巴的強大力量。
由於為了想要得到詩拉斯巴中很強大的能量，就派三隻音樂精靈多拉、美拉和里拉在暗中阻撓眾魔仙收集音樂能量並奪取詩拉斯巴，卻屢戰屢敗，每當受到攻擊時頭會很痛，甚至會想起過去所發生的事情經過。由於音樂魔法世界遭到毀滅後卻一直被莉亞絲給利用，實際上是為了想威脅眾魔仙以及音樂魔法師交出詩拉斯巴來獲取力量，所以計畫必定會失敗。和魔仙女王有著很深的淵源，最後恢復記憶加上在莉亞絲被眾魔仙打敗後，和魔仙女王合奏詩拉斯巴後恢復自己的容貌，使用詩拉斯巴的力量下重建音樂魔法世界。
- 多拉（中國大陆配音：劉紅韻）

無音手下的紅色音樂精靈，武器是一對音叉，性格品然急躁卻對無音忠心耿耿。
- 美拉（中國大陆配音：李旭喬）

無音手下的綠色音樂精靈，武器是陶笛。可愛但是陰險，喜歡捉弄里拉。
- 里拉（中國大陆配音：祖麗晴）

無音手下的藍色音樂精靈，武器是一對沙鈴，總是笨手笨腳，喜歡吃和睡覺，總是壞了大事。
- 米斯

魔仙堡的音樂精靈，被莉亞絲長期附身控制，第51集由於眾魔仙識破莉亞絲陰謀才擺脫莉亞絲控制。
- 莉亞絲

為人心術不正、自私、狂妄、陰險、心狠手辣，毀滅音樂魔法世界的罪魁禍首。
和美樂蒂本是好友，卻因不滿白韋利更傾向于將長老之位傳給美樂蒂，所以用離間計讓美樂蒂和音樂魔法世界眾人產生矛盾，音樂魔法世界毀滅後逃離音樂魔法世界並得到詩拉斯巴最後一塊碎片。之後通過控制音樂精靈米斯隱藏在魔仙堡。在人間化身成灰衣人驅使無音搶奪詩拉斯巴，好讓眾魔仙認為無音就是毀滅音樂魔法世界的人，最後被眾魔仙識破後被打敗。

## 教職員生
- 石小龍（演員：曾摯（第一季）、李鑫祺（第四季）／中國配音：陳萃（第二季）、劉紅韻（第三、第五季））

美琪的同班同學，身材矮胖且貪嘴，經常闖禍、成績一落千丈且不得不跟美琪比看誰低分。暗戀貝貝。
- 茵茵
- 小曼
- 小圓

上述三者為美琪的同學，曾在第三季中擔任「心夢天使」的伴唱。
- 陳志聰

於第二季初登場，帶著眼鏡且臉上有雀斑，曾因為功課優秀但體育成績較差而被欺負。
後來短暫移居國外，並在第五季返國，成為「音乐小王子」。
- 凱莉老師

合唱團「心夢天使」的指導老師，於第三季登場。
- 龐獨

於第四季出現，美琪的同學，因為過胖，他的媽媽想要幫他減肥，所以不幫他準備營養午餐，以致他在餓得受不了的時候常常去搶別的同學的營養午餐。
- 田徑隊女生們

於第四季出現，常常跟美琪參加比賽，為了要讓美琪落敗而一直阻撓。不過幾乎都是美琪獲勝。
- 貝達芬

性格嚴厲且認真的音樂老師，於第五季登場。

## 其他角色
- 凌爸爸
- 凌媽媽

上述兩者為美琪與美雪的父母，經常為了芝麻綠豆大的事情一言不和，但每每重修舊好。其中，凌太太的廚藝特別差，除了炒饭及蛋糕之外，其他製成品極為難吃，令知情者退避三舍。
- 牛奶（演員：羅磊）

於第四季和第五季出現，為美琪家蛋糕店的新進員工，經常笨手笨腳。
心中暗戀小藍，也因此對遊樂等人心生醋意。
- 糖糖、果果

於第四季出現，一對經常為一點小事就吵架的雙胞胎姐妹，跟小藍、貝貝認識之後，慢慢的比較相親相愛且比較不會吵架了。後來全家搬到國外。
- 姚永富（演員：劉俊昂）

於第四季出現，美琪美雪的表哥，是個富二代。花名為「游泳裤」。
於「衣食住行」都很挑剔，只要不合自己口味的就不要。同時也是個十足的花花公子。
- 姚永依

於第四季出現，美琪美雪的表妹，永富的妹妹。花名為「游泳衣」。自認為自己是天才，對人態度很傲慢。
從小她的認知就是凡事都要有「證書」，保姆要有「保姆從業資格證」、糕點師要有「糕點師資格證」等，連沒有「合格證書」的筷子、勺子都不用。且得過「珠算四級證書」、「少兒英語八級證書」、「舞蹈天才證書」、「優質兒童證書」、「未來棟樑證書」...等，但只差音樂的證書還沒有。一度被哈萊皇后綁架，後被奥瑪救回来。
- 保安經理

於第四季出現，商場的保安經理，為了要讓小藍等人更快找到偷金錶的賊，而讓她們看了監視器畫面，結果被他的上司知道後把他解僱，之後開車帶小藍等人去追偷金錶的賊(最後也成功追回金錶)。

## 資料來源
1. 聲優音畫. . 2013-07-13  [2015-06-04]. （原始内容存档于2020-09-30） （中文（中国大陆））.

1. ↑  . 《巴啦啦小魔仙》官方微信公众号文章. 2023-04-28  [2023-04-28]. （原始内容存档于2025-01-20）.
2. ↑  书童文化. . 四川少年儿童出版社. 2023. ISBN 978-7-5728-1146-3.